# Fifty-Fifty
Fifty-Fifty é um filme mudo estadunidense de 1916, do gênero drama, dirigido por Allan Dwan e produzido por D. W. Griffith.